# Philippe Trillat
Philippe Trillat Mondrus (Concepción; 12 février 1983), est un acteur et artiste peintre chilien.

## Télévision

### Émission
- 2003/05 : Mekano (Mega) - Lui-même
- Teatro en Chilevision (Chilevision) - Lui-même / Acteur invité
  - 2007 : Por fin solos - Ignacio Baeza
- 2010 : El menú de Tevito (TVN) - Lui-même
- 2010/11 : Calle 7 (TVN) - Lui-même / Participant
- 2010 : Eligeme (Mega) - Lui-même / Participant
- 2011 : 40 ó 20 (Canal 13) - Lui-même / Participant

### Telenovelas
- 2003 : Zoom, acércate al amor (Mega)
- 2003 : Amores urbanos (Mega) - Milo
- 2003/04 : Don Floro (Mega) - Antonio Paz
- 2004 : Xfea2 (Mega) - Felipe Rosales
- 2005 : EsCool (Mega) - Juan Pablo "JP" Valdivieso
- 2005 : Mitu (Mega) - Jaime Alonso
- 2006 : Porky te amo (Mega) - Martín Andrade

### Séries
- La vida es una loteria (Mega)
  - 2006 : Kino en toma - Guatón del canto
  - 2006 : Los hermanos Petrovic - Stanlov Petrovic
- 2007 : Casados con hijos (Mega) - Javier "Javi" Santander
- 2007 : Infieles (Chilevision) - Cristóbal
- Amores de Calle (TVN)
  - 2010 : Un amor peligroso y obsesivo - Sebastián
  - 2010 : Mi suegra querida - Cristóbal

## Théâtre
- 2007 : La historia sin fin
- 2009 : Todos los ausentes (monologue) - Lui-même
- 2009 : Carnicero ((fr) Boucher) - Carnicero ((fr) Boucher)
- 2010 : La gaviota (de Anton Chejov) - Medvedenko